# Lyly
Nguyễn Hoàng Lan (sinh ngày 1 tháng 1 năm 1996), thường được biết đến với nghệ danh Lyly (viết cách điệu là LyLy), là một nữ ca sĩ kiêm nhạc sĩ sáng tác ca khúc người Việt Nam. Cô bắt đầu được biết đến rộng rãi với ca khúc "24h" (2018).

## Sự nghiệp
Năm 2016, Lyly là một trong ba thí sinh trong nhóm Cánh Diều tranh tài ở mùa thứ hai của chương trình Nhân tố bí ẩn, nhóm nhạc này dừng bước ở vòng tranh đấu. Sau đó, cô tham gia chương trình "Tìm kiếm ban nhạc nữ Hello Yellow" và trở thành một trong ba thành viên của nhóm nhạc này. Tuy nhiên, nhóm nhạc không tồn tại lâu. Năm 2017, cô cùng Huỳnh Thị Kim Hoàng lấy nghệ danh chung là Kily và đăng tải một số bản cover bài hát lên mạng. Năm 2018, cô tham gia chương trình Bài hát hay nhất nhưng dừng bước ở vòng tranh đấu và không có nhiều dấu ấn nổi bật.
Cuối năm 2018, Nguyễn Hoàng Ly với nghệ danh Lyly ra mắt bài hát "24h". Bài hát đạt 10 triệu lượt xem trong 1 tháng và được đánh giá là hiện tượng âm nhạc vào thời điểm đó.
Năm 2019, nữ ca sĩ ra mắt sản phẩm âm nhạc thứ hai mang tên "Không yêu đừng gây thương nhớ" và sáng tác các bài hát "Anh nhà ở đâu thế", "Đen đá không đường" (cho Amee), "Không sao mà, em đây rồi" (cho Suni Hạ Linh và Lou Hoàng). Cô được đề cử Nghệ sĩ mới của năm ở Giải thưởng Cống hiến và Gương mặt mới xuất sắc ở Giải Làn Sóng Xanh, trong khi bài hát "Anh nhà ở đâu thế" được đề cử Bài hát của năm ở Giải thưởng Cống hiến.
Năm 2020, cô kết hợp với Hieuthuhai trong bài hát "Lời đường mật". Bài hát giúp Hieuthuhai vào chung kết King of Rap 2020. Ở Giải thưởng Làn Sóng Xanh 2020, Lyly cùng Amee, Hứa Kim Tuyền, TDK và rapper Ricky Star giành chiến thắng hạng mục "Sự kết hợp xuất sắc nhất năm" với ca khúc "Sao anh chưa về nhà".
Năm 2021, Lyly làm khách mời của chương trình Xuân hạ thu đông rồi lại xuân, ra mắt video âm nhạc "Người ta đâu thương em", tham gia gameshow Sàn đấu vũ đạo nhưng rút lui vì lí do sức khỏe. Năm 2022, Lyly ra mắt bài hát "Hàng xóm" kết hợp với Anh Tú và "Thất tình thường xấu tính" kết hợp với Ricky Star, làm khách mời chương trình Xuân hạ thu đông rồi lại xuân mùa 2.
Năm 2023, Lyly tham gia show truyền hình Trung Quốc có tên The Next Stage (lọt vào top 13) và ra mắt đĩa mở rộng Lovely với 5 ca khúc về tình yêu: "Ngủ đông", "Cho em xin lỗi đi mà", "Tại sao anh nhận lời", "Tình yêu so cute", "Sau cơn mưa trời lại sáng". Năm 2024, cô ra mắt ca khúc "Cảm ơn vì đã không đợi em", lấy cảm hứng từ phim Mai.
Năm 2025, Lyly tham gia chương trình truyền hình Em xinh "say hi", và bị loại sớm sau 2 live stage. Sau cuộc thi cô cùng rapper Danmy ra mắt bài hát "Em không trách anh đâu".

## Danh sách đĩa nhạc

### Đĩa mở rộng
- Lovely (2023)[26]

### Đĩa đơn
Với vai trò nghệ sĩ chính
- "24h" (hợp tác với Magazine) (2018)[11]
- "Không yêu đừng gây thương nhớ" (với Karik) (2019)[14]
- "Tuy xa mà gần tuy gần mà xa" (với Anh Tú) (2020)[32]
- "Bởi vì là khi yêu" (2020)[33]
- "The last single" (với Orange) (2020)[34]
- "Lời đường mật" (với Hieuthuhai) (2020)[17]
- "Người ta đâu thương em" (2021)[20]
- "Vì em là con gái (2021)[35]
- "Vì làn hương ấy" (2021)[36]
- "Yêu anh nhất đời" (2021)[37]
- "Hàng xóm" (với Anh Tú) (2022)[22]
- "Thất tình thường xấu tính" (với Ricky Star) (2022)[23]
- "Cảm ơn vì đã không đợi em" (2024)[28]
- "Em không trách anh đâu" (với Danmy) (2025)[31]

Với vai trò nghệ sĩ hợp tác:
- "1402 yêu ai phải nói" (nhiều nghệ sĩ) (2020)[38]
- "Nếu ta không may" (Anh Tú hợp tác với Lyly) (2020)[39]

### Sáng tác
Lyly có sáng tác một số bài hát cho ca sĩ khác:
- "Anh nhà ở đâu thế" (Amee và B Ray)[14]
- "Đen đá không đường" (Amee)[14]
- "Không sao mà, em đây rồi" (Suni Hạ Linh hợp tác với Lou Hoàng)[14]
- "Missing you" (Phương Ly và Tinle)[41]
- "Một mình có buồn không" (Thiều Bảo Trâm hợp tác với Lou Hoàng)[42]
- "Nếu anh không phiền" (Kaity Nguyễn)[43]
- "Sao anh chưa về nhà" (Amee)[44]
- "Sau ngần ấy năm" (Hà Nhi)
- "ThichThich" (Phương Ly)[45]
- "Từng là của nhau" (Bảo Anh hợp tác với Táo)[46]
- "Yêu thầm" (Hoàng Yến Chibi hợp tác với Tlinh và TDK)[47]

## Giải thưởng và đề cử
| Giải thưởng           | Năm  | Hạng mục                                              | Đề cử                                                              | Kết quả   | Tham khảo |
| --------------------- | ---- | ----------------------------------------------------- | ------------------------------------------------------------------ | --------- | --------- |
| Giải thưởng Cống hiến | 2020 | Bài hát của năm                                       | "Anh nhà ở đâu thế" (Lyly - Amee)                                  | Đề cử     | [ 15 ]    |
| Giải thưởng Cống hiến | 2020 | Nghệ sĩ mới của năm                                   | Lyly                                                               | Đề cử     | [ 15 ]    |
| Làn Sóng Xanh         | 2019 | Gương mặt mới xuất sắc                                | Lyly ("24h")                                                       | Đề cử     | [ 16 ]    |
| Làn Sóng Xanh         | 2019 | Top 10 ca khúc được yêu thích (do khán giả bình chọn) | "Anh nhà ở đâu thế" (LyLy - Amee)                                  | Đoạt giải | [ 48 ]    |
| Làn Sóng Xanh         | 2020 | Sự kết hợp xuất sắc nhất năm                          | Amee, Lyly, Hứa Kim Tuyền, TDK, Ricky Star ("Sao anh chưa về nhà") | Đoạt giải | [ 18 ]    |
| Zing Music Awards     | 2019 | Phát hiện của năm                                     | Lyly                                                               | Đề cử     | [ 49 ]    |

### Vinh danh
- Giải "Tiết mục trình diễn ấn tượng" cho liên khúc "Lời tỏ tình dễ thương 1&2" cùng với Hoàng Hải, Lâm Bảo Ngọc và Mai Tiến Dũng tại chương trình Bài hát của chúng ta 2024.[50]